# Supporterklubb

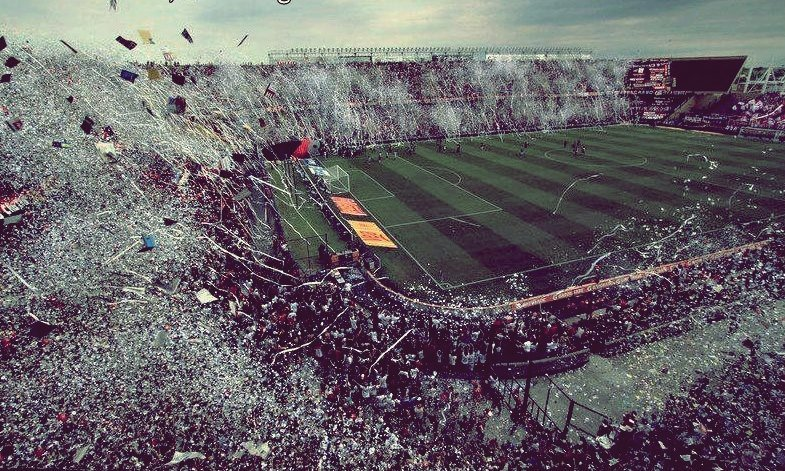
I fotboll är fansens grundläggande syfte att uppmuntra sitt lag under matchen.

En supporterklubb är en förening som finns till för att stödja en annan organisations verksamhet. De flesta elitmässiga idrottsföreningar har supporterklubbar.